# Clifford Jarvis
Pour les articles homonymes, voir Jarvis.
Clifford Jarvis, de son nom complet Clifford Osbourne Jarvis, né à Boston dans le Massachusetts le 26 août 1941, et mort le 26 novembre 1999 à Londres, est un batteur de jazz américain.

## Biographie
Clifford Jarvis commence par jouer du piano et de la guitare mais très vite, à l'âge de dix ans, il choisit la batterie. Son père trompettiste l'encourage à écouter des disques d'Art Blakey. Jarvis étudie la batterie avec Alan Dawson à la Berklee College of Music et joue avec Jaki Byard et Sam Rivers (1958-1959).
Il s'installe à New York et travaille avec Barry Harris, Chet Baker, Elmo Hope, Curtis Fuller, Yusef Lateef, Randy Weston, Coleman Hawkins, Eddie Davis, Johnny Griffin, Sonny Stitt, Charles Mingus, John Coltrane... Il enregistre avec Sun Ra. Il accompagne à la fin des années 1960 Pharoah Sanders et participe aux concerts de Sun Ra. Il joue également au sein d'un quartette où l'on retrouve le bassiste Norris Jones.
Plus tard on entendra Jarvis aux côtés de Kenny Drew (1977), d'Archie Shepp (1976-81, 1987), de Chet Baker (1988), du trompettiste français Michel Marre (1985), du trompettiste Harry Beckett avec Chris McGregor et Courtney Pine (1987). En 1991 il enregistre à Londres avec le saxophoniste Jean Toussaint.

## Style
Virtuose précoce influencé par Max Roach, Clifford Jarvis est un exemple des batteurs post-bop qui grâce à leur ouverture d'esprit réussissent à s'intégrer dans différents contextes et multiplient les recherches polyrythmiques sans pour autant renoncer à un tempo et un rythme de base. Batteur particulièrement à l'aise sur son jeu de cymbales extrêmement diverses, il est aussi et surtout un coloriste exceptionnel qui grâce à son énergie apporte au groupe, au-delà de la vivacité rythmique, un supplément de polyphonie.

## Discographie partielle
- I could Have Dance All Night (Sun Ra, 1958)
- All Or Nothing At All (Freddie Hubbard, 1960)
- Mucho Dinero (B. Harris, 1961)
- Thembi (P. Sanders, 1970)
- Ecaroh (Siegfried Kessler, 1979)
- You're My Thrill (A. Shepp-M. Marre, 1985)